# Боровиков, Александр Моисеевич
Александр Моисеевич Боровиков (1917—1975) — доктор физико-математических наук, один из основателей нового направления аэрологии — физики облаков. Заслуженный мастер спорта СССР по альпинизму (1955).

## Биография
Родился в 1917 году в Москве в семье профессиональных русских революционеров.
Был учеником, а затем слесарем школы ФЗУ при заводе ЦАГИ. Успешно сдав вступительные экзамены, стал студентом Гидрометеоинститута, и там начинает посещать секцию туризма и альпинизма. Закончил институт в 1940 году.
Как член Гидрометеослужбы СССР за активное участие в обороне Москвы награждён медалью «За оборону Москвы».
Работал в Центральной аэрологической обсерватории (ЦАО). Один из авторов метода аэростатного и самолётного зондирования атмосферы.
Пятикратный чемпион СССР по альпинизму, президент Федерации альпинизма СССР (1956—1975).
В 1966 году стал первооткрывателем пути на перевале Карпинского (6612 метров).
Скончался в 1975 году в Москве. Похоронен на поляне Миссес-Кош в Безингийском ущелье.
Его именем названы две вершины — пик Боровикова (5891 м) в Шахдаринском хребте на Юго-Западном Памире и пик Боровикова (4808 м) в Главном Кавказском хребте между перевалами Китлад и Гезивцек (в районе Безенги), Центральный Кавказ.